# The Voice Kids/Staffel 12
Die zwölfte Staffel der deutschen Gesangs-Castingshow The Voice Kids wurde vom 22. März bis zum 17. Mai 2024 im Fernsehen ausgestrahlt. Die TV-Ausstrahlung erfolgte, wie bereits in den Staffeln 1 bis 4 und seit Staffel 10, freitags. Moderiert wurde diese Staffel erneut von Thore Schölermann und Melissa Khalaj. Die Jury bestand erneut aus dem Duo Smudo und Michi Beck von der Hip-Hop-Gruppe Die Fantastischen Vier, der ESC-Siegerin Lena Meyer-Landrut, dem Popsänger Alvaro Soler und dem Singer-Songwriter Wincent Weiss. Gewinner wurde Jakob aus dem Team von Wincent Weiss, sein Team holte damit erstmalig den Sieg.

## Erste Phase: Die Blind Auditions
| Folge  | Die Coaches und ihre Kandidaten                                       | Die Coaches und ihre Kandidaten                       | Die Coaches und ihre Kandidaten                       | Die Coaches und ihre Kandidaten                          |
| Folge  | Wincent Weiss                                                         | Lena Meyer-Landrut                                    | Michi und Smudo                                       | Alvaro Soler                                             |
| ------ | --------------------------------------------------------------------- | ----------------------------------------------------- | ----------------------------------------------------- | -------------------------------------------------------- |
| 01     | Maris (12 Jahre)                                                      | Bjarne (10 Jahre) Emilia (11 Jahre) Anabel (10 Jahre) | Malya (10 Jahre) Kai (13 Jahre)                       | Lana (8 Jahre) Madeleine (15 Jahre)                      |
| 02     | Riley (14 Jahre) Jakob (15 Jahre) Erika (11 Jahre) Rosalie (11 Jahre) | Tristan (9 Jahre) Anand (15 Jahre)                    | Jana (11 Jahre) Anna (11 Jahre)                       | Leon (14 Jahre) Victoria (15 Jahre)                      |
| 03     | Greta (13 Jahre) Antonia (8 Jahre) Christina (15 Jahre)               | Alexandra (11 Jahre) Rosa (10 Jahre)                  | Lilly B. (11 Jahre) Lilian (14 Jahre)                 | Simón (15 Jahre) Maikel (14 Jahre) Yuval (14 Jahre)      |
| 04     | Franz (13 Jahre) Lucas (11 Jahre) Lennart (13 Jahre)                  | Fiona (13 Jahre) Lina (8 Jahre)                       | Lilly H. (12 Jahre) Linus (15 Jahre) Nahla (11 Jahre) | Isa (14 Jahre) Noah (14 Jahre)                           |
| 05     | Erik (14 Jahre)                                                       | Tilda (15 Jahre) Leonardo (15 Jahre) Miray (13 Jahre) | Carmen (13 Jahre) Frida (11 Jahre) Maleen (12 Jahre)  | Anabel (10 Jahre) Bellamore (13 Jahre) Paloma (10 Jahre) |
| Gesamt | 12                                                                    | 12                                                    | 12                                                    | 12                                                       |

## Zweite Phase: Battle Round
In der 12. Staffel von The Voice Kids sind die Battles nach einem Jahr Pause wieder zurück.
Ebenso gibt es dieses Jahr wieder den Steal Deal.
| Folge | Battle | Coach           | Kandidaten                | Song                                                | Weitergekommen | Ausgeschieden     | Weiter durch Steal Deal            |
| ----- | ------ | --------------- | ------------------------- | --------------------------------------------------- | -------------- | ----------------- | ---------------------------------- |
| 06    | 01     | Alvaro          | Lana, Anabel, Paloma      | Don't Stop Me Now von Queen                         | Lana           | Anabel, Paloma    |                                    |
| 06    | 02     | Wincent         | Rosalie, Franz, Maris     | Heimat von Johannes Oerding                         | Rosalie        | Franz             | Maris ins Team Lena                |
| 06    | 03     | Michi und Smudo | Lilly B., Jana, Anna      | Wake Me up Before You Go-Go von Wham!               | Jana           | Lilly B., Anna    |                                    |
| 06    | 04     | Lena            | Emilia, Fiona, Miray      | What Was I Made For von Billie Eilish               | Miray          | Fiona, Emilia     |                                    |
| 06    | 05     | Wincent         | Erik, Christina, Riley    | Apologize von OneRepublic                           | Christina      | Erik, Riley       |                                    |
| 06    | 06     | Lena            | Tristan, Lina, Rosa       | Immer Wieder Geht Die Sonne Auf von Udo Jürgens     | Lina           | Rosa              | Tristan ins Team Alvaro            |
| 06    | 07     | Michi und Smudo | Lilly H., Carmen, Frida   | Black Hole Sun von Soundgarden                      | Frida          | Carmen, Lilly H.  |                                    |
| 06    | 08     | Alvaro          | Maikel, Madeleine, Leon   | Empire State Of Mind von Jay-Z und Alica Keys       | Madeleine      | Maikel, Leon      |                                    |
| 07    | 01     | Wincent         | Lucas, Antonia, Erika     | Musik sein von Wincent Weiss                        | Erika          | Lucas, Antonia    |                                    |
| 07    | 02     | Alvaro          | Bellamore, Isa, Victoria  | I'll Stand By You von The Pretenders                | Victoria       | Isa               | Bellamore ins Team Michi und Smudo |
| 07    | 03     | Lena            | Alexandra, Bjarne, Anabel | Viva La Vida von Coldplay                           | Bjarne         | Alexandra, Anabel |                                    |
| 07    | 04     | Michi und Smudo | Lilian, Kai, Linus        | Stan von Eminem und Dido                            | Kai            | Lilian, Linus     |                                    |
| 07    | 05     | Wincent         | Lennart, Greta, Jakob     | It's A Beautiful Day von Michael Bublé              | Jakob          | Greta, Lennart    |                                    |
| 07    | 06     | Michi und Smudo | Malya, Nahla, Maleen      | Never Gonna Not Dance Again von Pink                | Malya          | Nahla, Maleen     |                                    |
| 07    | 07     | Lena            | Tilda, Anand, Leonardo    | Go Your Own Way von Fleetwood Mac                   | Anand          | Tilda, Leonardo   |                                    |
| 07    | 08     | Alvaro          | Yuval, Simón, Noah        | All For Love von Bryan Adams, Rod Stewart und Sting | Simón          | Noah              | Yuval ins Team Wincent             |

## Dritte Phase: Die Sing-Offs
Die fünf Gewinner aus den Battles traten im jeweiligen Team nochmal gegeneinander an. Dort sangen sie erneut ihre Songs aus den Blind Auditions. Der jeweilige Coach entschied sich dann für zwei Talente, welche ins Finale einzogen.
| Folge | Coach           | Talent    | Song                                                              | Im Finale |
| ----- | --------------- | --------- | ----------------------------------------------------------------- | --------- |
| 08    | Michi und Smudo | Malya     | I'm Outta Love von Anastacia                                      | Ja        |
| 08    | Michi und Smudo | Bellamore | From the Start von Laufey                                         | --        |
| 08    | Michi und Smudo | Kai       | Eazy-er Said Than Dunn von Eazy-E                                 | --        |
| 08    | Michi und Smudo | Frida     | Happier Than Ever von Billie Eilish                               | Ja        |
| 08    | Michi und Smudo | Jana      | Butter von BTS                                                    | --        |
| 08    | Wincent         | Christina | Remember von Becky Hill und David Guetta                          | --        |
| 08    | Wincent         | Yuval     | Yasmin von HaPil HaKachol                                         | --        |
| 08    | Wincent         | Rosalie   | Ich Hass Dich von Nina Chuba                                      | --        |
| 08    | Wincent         | Erika     | Rise Like A Phoenix von Conchita Wurst                            | Ja        |
| 08    | Wincent         | Jakob     | Goodbye Yellow Brick Road von Elton John                          | Ja        |
| 08    | Lena            | Bjarne    | Someone You Loved von Lewis Capaldi                               | --        |
| 08    | Lena            | Miray     | Kal Yanımda von Ayliva                                            | --        |
| 08    | Lena            | Lina      | Kann Mich Irgendjemand Hör'n von Die Schule der magischen Tiere 2 | --        |
| 08    | Lena            | Anand     | Until I Found You von Stephen Sanchez                             | Ja        |
| 08    | Lena            | Maris     | Freiheit von Marius Müller-Westernhagen                           | Ja        |
| 08    | Alvaro          | Lana      | Ben von Michael Jackson                                           | Ja        |
| 08    | Alvaro          | Simón     | Read All About It, Pt. III von Emeli Sandé                        | --        |
| 08    | Alvaro          | Victoria  | Dream A Little Dream Of Me von Fabian Andre und Wilbur Schwandt   | --        |
| 08    | Alvaro          | Tristan   | Bis zum Mond von DIKKA ft. LEA                                    | --        |
| 08    | Alvaro          | Madeleine | My Immortal von Evanescence                                       | Ja        |

## Vierte Phase: Das Finale
| Folge | Startnummer | Talent    | Coach           | Song                                       |
| ----- | ----------- | --------- | --------------- | ------------------------------------------ |
| 09    | 01          | Erika     | Wincent         | Raise Me Up von Josh Groban                |
| 09    | 02          | Maris     | Lena            | Kinder An Die Macht von Herbert Grönemeyer |
| 09    | 03          | Frida     | Michi und Smudo | Vampire von Olivia Rodrigo                 |
| 09    | 04          | Madeleine | Álvaro          | I Have Nothing von Whitney Houston         |
| 09    | 05          | Anand     | Lena            | Happy von Pharrell Williams                |
| 09    | 06          | Lana      | Álvaro          | Shallow von Lady Gaga & Bradley Cooper     |
| 09    | 07          | Jakob     | Wincent         | The Sound of Silence von Simon & Garfunkel |
| 09    | 08          | Malya     | Michi und Smudo | Rolling In The Deep von Adele              |

## Einschaltquoten
| Datum          | Phase           | Einschaltquote | Einschaltquote Zielgruppe | Marktanteil | Marktanteil Zielgruppe |
| -------------- | --------------- | -------------- | ------------------------- | ----------- | ---------------------- |
| 22. März 2024  | Blind Auditions | 1,32 Mio.      | 0,40 Mio.                 | 5,4 %       | 8,1 %                  |
| 29. März 2024  | Blind Auditions | 1,69 Mio.      | 0,55 Mio.                 | 7,1 %       | 11,2 %                 |
| 5. April 2024  | Blind Auditions | 1,30 Mio.      | 0,39 Mio.                 | 5,4 %       | 8,2 %                  |
| 12. April 2024 | Blind Auditions | 1,32 Mio.      | 0,42 Mio.                 | 5,6 %       | 9,5 %                  |
| 19. April 2024 | Blind Auditions | 1,32 Mio.      | 0,42 Mio.                 | 5,5 %       | 9,0 %                  |
| 26. April 2024 | Battles         | 1,23 Mio.      | 0,37 Mio.                 | 5,3 %       | 7,4 %                  |
| 3. Mai 2024    | Battles         | 1,05 Mio.      | 0,23 Mio.                 | 4,4 %       | 6,1 %                  |
| 10. Mai 2024   | Sing-Offs       | 0,99 Mio.      | 0,30 Mio.                 | 4,7 %       | 6,9 %                  |
| 17. Mai 2024   | Finale          | 1,11 Mio.      | 0,23 Mio.                 | 5,3 %       | 5,2 %                  |